# NGC 2247
NGC 2247 (другое обозначение — LBN 901) — отражательная туманность в созвездии Единорога. Открыта Р. Дж. Митчеллом в 1857 году. NGC 2247 (вместе с близкими к ней отражательными туманностями NGC 2245 и IC 447) относится к R-ассоциации Единорог R1. Звезда HD 259431, которая подсвечивает туманность, является звездой Хербига (Ae/Be) и имеет спектральный класс B6pe. Температура пыли в туманности составляет около 40 K. Профиль свечения указывает на неравномерность распределения вещества в туманности, плотность которого увеличивается при приближении к подсвечивающей звезде, аналогично NGC 7023.
Этот объект входит в число перечисленных в оригинальной редакции «Нового общего каталога».